# Караваевское сельское поселение (Смоленская область)
Караваевское сельское поселение — муниципальное образование в составе Сычёвского района Смоленской области России.
Административный центр — деревня Караваево.

## Географические данные
- Расположение: центральная часть Сычёвского района
- Граничит:
  - на севере — с Середским сельским поселением
  - на северо-востоке — с Вараксинским сельским поселением
  - на востоке — с Мальцевским сельским поселением
  - на юго-востоке — с Сычёвским городским поселением
  - на юге и западе — с Бехтеевским сельским поселением
- Крупные реки: Яблоня, Лосьмина.

## История
Образовано Законом Смоленской области от 20 декабря 2004 года. Законом Смоленской области от 28 мая 2015 года в Караваевское сельское поселение были включены все населённые пункты трёх упразднённых сельских поселений: Бехтеевского, Середского и Вараксинского.

## Население
| 2011  | 2012  | 2013  | 2014  | 2015 | 2016  | 2017  |
| ----- | ----- | ----- | ----- | ---- | ----- | ----- |
| 765   | ↘755  | ↘741  | ↘730  | ↘712 | ↗1587 | ↘1558 |
| 2018  | 2019  | 2020  | 2021  |      |       |       |
| ↘1519 | ↘1475 | ↘1454 | ↘1178 |      |       |       |

## Населённые пункты
В состав сельского поселения входит 48 населённых пунктов:
| №  | Населённый пункт    | Тип     | Население |
| -- | ------------------- | ------- | --------- |
| 1  | Азарово             | деревня | 0         |
| 2  | Александровка       | деревня | 44        |
| 3  | Алексино            | деревня | 97        |
| 4  | Береговка           | деревня | 0         |
| 5  | Бехтеево            | деревня | 150       |
| 6  | Большая Моховатка   | деревня | 80        |
| 7  | Бочарово            | деревня | 43        |
| 8  | Букатино            | деревня | 0         |
| 9  | Вараксино           | деревня | 268       |
| 10 | Василевка           | деревня | 29        |
| 11 | Васютино            | деревня | 1         |
| 12 | Вязовка             | деревня | 5         |
| 13 | Гладышево           | деревня | 8         |
| 14 | Дудкино             | деревня | 1         |
| 15 | Зимино              | деревня | 41        |
| 16 | Караваево           | деревня | 382       |
| 17 | Карпово             | деревня | 4         |
| 18 | Ключики             | деревня | 18        |
| 19 | Конюшки             | деревня | 0         |
| 20 | Круглица            | деревня | 0         |
| 21 | Кузьмино            | деревня | 2         |
| 22 | Лесные Дали         | деревня | 97        |
| 23 | Липки               | деревня | 32        |
| 24 | Ломы                | деревня | 8         |
| 25 | Малая Моховатка     | деревня | 3         |
| 26 | Малое Петраково     | деревня | 2         |
| 27 | Медведки            | деревня | 3         |
| 28 | Моховаткинские Ломы | деревня | 5         |
| 29 | Муковесово          | деревня | 13        |
| 30 | Нащекино            | деревня | 0         |
| 31 | Никитье             | деревня | 192       |
| 32 | Плотки              | деревня | 18        |
| 33 | Покровское          | деревня | 0         |
| 34 | Полежаевка          | деревня | 1         |
| 35 | Пустошка            | деревня | 0         |
| 36 | Пызино              | деревня | 8         |
| 37 | Ракитня             | деревня | 46        |
| 38 | Ржавенье            | деревня | 9         |
| 39 | Сверкушино          | деревня | 0         |
| 40 | Свиноройка          | деревня | 20        |
| 41 | Середа              | деревня | 100       |
| 42 | Таркино             | деревня | 0         |
| 43 | Татаринка           | деревня | 0         |
| 44 | Узкое               | деревня | 0         |
| 45 | Шаниха              | деревня | 1         |
| 46 | Шашелово            | деревня | 0         |
| 47 | Ширяево             | деревня | 0         |
| 48 | Яблонцево           | деревня | 57        |

## Экономика
Сельхозпредприятия, магазины.